# Swiss National Supercomputing Centre
El Centre Nacional de Supercomputació Suïssa (italià: Centro Svizzero di Calcolo Scientifico; CSCS) és el centre nacional de computació d'alt rendiment de Suïssa. Va ser fundada a Manno, cantó del Ticino, l'any 1991. El març de 2012, el CSCS es va traslladar a la seva nova ubicació a Lugano-Cornaredo.
La funció principal del Centre Nacional de Supercomputació Suïssa és l'anomenat National User Lab. Està obert a tots els investigadors suïssos i els seus assistents, que poden accedir gratuïtament als superordinadors del CSCS en un procés competitiu d'avaluació científica.
A més, el centre opera instal·lacions informàtiques dedicades per a projectes de recerca específics i mandats nacionals, per exemple, la previsió meteorològica. És el centre nacional de competència per a la informàtica d'alt rendiment i serveix com a plataforma tecnològica per a la investigació suïssa en ciència computacional.
CSCS és una unitat autònoma de l'Institut Federal Suís de Tecnologia de Zuric (ETH Zurich) i col·labora estretament amb la Universitat de Lugano (USI) local.

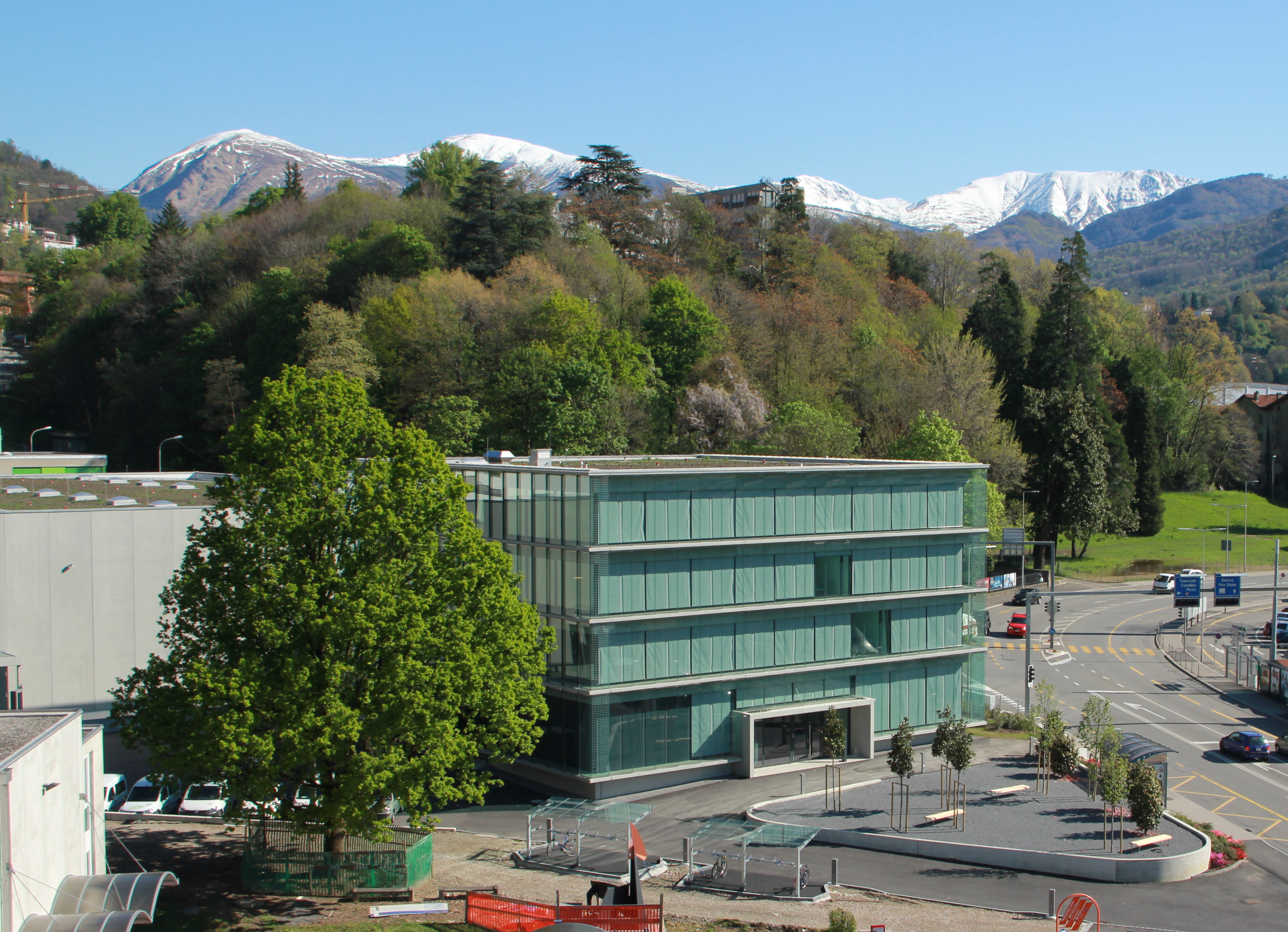
L'edifici d'oficines del Centre Nacional de Supercomputació Suïssa, amb part de l'edifici d'informàtica a la vora esquerra de la foto.

## Edifici
L'edifici de la nova ubicació de Lugano-Cornaredo disposa d'una sala de màquines sense pilars de 2.000 m 2 i es pot alimentar amb una potència elèctrica de fins a 20 MW. L'aigua per refredar els superordinadors s'agafa del llac de Lugano a 45 m de profunditat i es bombeja a una distància de 2,8 km fins al centre. Així, es consumeix poca energia per proporcionar la refrigeració i el centre informàtic aconsegueix una alta eficiència energètica amb un PUE < 1,25.

## Supercomputadors
Les adquisicions de superordinadors al CSCS es poden classificar en dues fases: En la primera fase, de 1991 a 2011, el centre es va centrar en tecnologies provades per tal de facilitar l'accés dels usuaris als seus serveis. Aquesta estratègia es va centrar en l'arquitectura del processador vectorial SX de NEC. L'IBM SP4, instal·lat l'any 2002, va ser el primer sistema de producció de CSCS amb una arquitectura d'ordinador massivament paral·lela. L'adquisició del primer Cray XT3 a Europa l'any 2005 va marcar l'inici de la segona fase. Des de llavors, CSCS es concentra en les primeres tecnologies, preferiblement abans que es converteixin en un producte generalment disponible.

### Instal·lacions informàtiques actuals
| Nom          | Model                                      | Tipus de processador                                                     | Nombre de processadors | Inici de l'operació (última actualització ) |
| ------------ | ------------------------------------------ | ------------------------------------------------------------------------ | ---------------------- | ------------------------------------------- |
| Piz Daint    | Cray híbrid XC40 / XC50                    | GPU Intel Haswell-EP + Nvidia Tesla P100                                 | 206.720 nuclis         | 2017                                        |
| Arolla i Tsa | Cray CS-Storm                              | GPU Intel Xeon Gold 6134 + Nvidia Tesla V100                             |                        |                                             |
| Mönch        | Clúster NEC                                |                                                                          |                        |                                             |
| Monte Leone  | HP DL 360 Gen 9                            |                                                                          |                        |                                             |
| Fènix        | Clúster d'ordinadors (diversos fabricants) | Intel Sandy Bridge 2.6 GHz i AMD Opteron de 16 nuclis Interlagos 2.1 GHz | 82 (736 nuclis)        | Octubre de 2007 (maig de 2012)              |

### Servei Nacional de Supercomputació
Executat com a laboratori d'usuaris, CSCS promou i fomenta la recerca de primer nivell. Les simulacions creades en superordinadors ofereixen coneixements completament nous en ciència. En conseqüència, CSCS opera sistemes informàtics d'avantguarda com a servei essencial per als investigadors suïssos. Aquests ordinadors ajuden els científics amb problemes i requisits diversos, des del càlcul pur de problemes complexos fins a l'anàlisi de dades complexes. El conjunt d'ordinadors nacionals d'alt rendiment està disponible per als seus usuaris com l'anomenat laboratori d'usuaris: tots els investigadors dins i fora de Suïssa poden utilitzar la infraestructura de superordinadors.